# Leptura plagifera
Leptura plagifera är en skalbaggsart som beskrevs av Leconte 1873. Leptura plagifera ingår i släktet Leptura och familjen långhorningar. Inga underarter finns listade i Catalogue of Life.